# Виесите
Виесите (произношение) (на латвийски: Viesīte) е град в югоизточна Латвия, намиращ се в историческата област Земгале. Градът се намира на около 130 km от столицата Рига и на 31 km от границата с Литва. През 1928 Виесите получава статут на град. Населението му е 1544 жители (по приблизителна оценка от януари 2018 г.).